# Wierchniaja Jeluzań
Wierchniaja Jeluzań (ros. Верхняя Елюзань) – wieś (sieło) w Rosji, w obwodzie penzeńskim, w rejonie gorodiszczeńskim. W 2010 liczyła 3103 mieszkańców, głównie Tatarów.